# Kamanová
Kamanová (in ungherese Kálmánfalva) è un comune della Slovacchia facente parte del distretto di Topoľčany, nella regione di Nitra.